# World Series of Poker 1996
 (juillet 2025).
La mise en forme du texte ne suit pas les recommandations de Wikipédia : il faut le « wikifier ».
Les points d'amélioration suivants sont les cas les plus fréquents. Le détail des points à revoir est peut-être précisé sur la page de discussion.
- Les titres sont pré-formatés par le logiciel. Ils ne sont ni en capitales, ni en gras.
- Le texte ne doit pas être écrit en capitales (les noms de famille non plus), ni en gras, ni en italique, ni en « petit »…
- Le gras n'est utilisé que pour surligner le titre de l'article dans l'introduction, une seule fois.
- L'italique est rarement utilisé : mots en langue étrangère, titres d'œuvres, noms de bateaux, etc.
- Les citations ne sont pas en italique mais en corps de texte normal. Elles sont entourées par des guillemets français : « et ».
- Les listes à puces sont à éviter, des paragraphes rédigés étant largement préférés. Les tableaux sont à réserver à la présentation de données structurées (résultats, etc.).
- Les appels de note de bas de page (petits chiffres en exposant, introduits par l'outil «  Source ») sont à placer entre la fin de phrase et le point final[comme ça].
- Les liens internes (vers d'autres articles de Wikipédia) sont à choisir avec parcimonie. Créez des liens vers des articles approfondissant le sujet. Les termes génériques sans rapport avec le sujet sont à éviter, ainsi que les répétitions de liens vers un même terme.
- Les liens externes sont à placer uniquement dans une section « Liens externes », à la fin de l'article. Ces liens sont à choisir avec parcimonie suivant les règles définies. Si un lien sert de source à l'article, son insertion dans le texte est à faire par les notes de bas de page.
- La présentation des références doit suivre les conventions bibliographiques. Il est recommandé d'utiliser les modèles {{Ouvrage}}, {{Chapitre}}, {{Article}}, {{Lien web}} et/ou {{Bibliographie}}. Le mode d'édition visuel peut mettre en forme automatiquement les références.
- Insérer une infobox (cadre d'informations à droite) n'est pas obligatoire pour parachever la mise en page.

Pour une aide détaillée, merci de consulter Aide:Wikification.
Si vous pensez que ces points ont été résolus, vous pouvez retirer ce bandeau et améliorer la mise en forme d'un autre article.
Résultats des World Series of Poker 1996.

## Résultats
| Tournoi                                      | Vainqueur       | Prix     | Finaliste          |
| -------------------------------------------- | --------------- | -------- | ------------------ |
| $1,500 Chinese Poker                         | Gregory Grivas  | $37,200  | Charles Burris     |
| $2,000 Limit Hold'em                         | David Chiu      | $396,000 | David Shu          |
| $1,500 Seven Card Stud                       | Gary Benson     | $148,200 | Billy Cohen        |
| $1,500 Limit Omaha                           | Dody Roach      | $102,600 | Men Nguyen         |
| $1,500 Seven Card Stud Hi-Lo Split           | John Cernuto    | $147,000 | Lonnie Heimowitz   |
| $1,500 Razz                                  | Randy Holland   | $87,000  | Joe Aurelio        |
| $1,500 Omaha Hi-Lo Split                     | Adeeb Harb      | $155,815 | Noli Francisco     |
| $1,500 No Limit Hold'em                      | John Morgan     | $227,815 | George Githens     |
| $1,500 Pot Limit Omaha w/Rebuys              | Jim Huntley     | $168,600 | Phil Mazzella      |
| $1,500 Pot Limit Hold'em                     | Al Krux         | $156,375 | Gerardo Crespi     |
| $2,500 Seven Card Stud Hi-Lo Split           | Frank Thompson  | $94,000  | Ted Forrest        |
| $5,000 No Limit Deuce to Seven Draw w/Rebuys | Freddy Deeb     | $146,250 | Mickey Appleman    |
| $2,500 Omaha Hi-Lo Split                     | Men Nguyen      | $110,000 | Matthias Rohnacher |
| $1,500 Ace to Five Draw                      | Hans Lund       | $71,400  | John Henson        |
| $5,000 Chinese Poker w/Rebuys                | Jim Feldhouse   | $50,000  | Eli Balas          |
| $3,000 Limit Hold'em                         | Donny Kerr      | $200,400 | Michael Halford    |
| $2,500 Seven Card Stud                       | Marty Sigel     | $144,000 | Annie Duke         |
| $2,500 Pot Limit Omaha w/Rebuys              | Sam Farha       | $145,000 | Brent Carter       |
| $2,500 Pot Limit Hold'em                     | Barbara Enright | $180,000 | Stan Goldstein     |
| $5,000 Seven Card Stud                       | Henry Orenstein | $130,000 | Humberto Brenes    |
| $2,500 No Limit Hold'em                      | Mel Weiner      | $250,315 | John Spadavecchia  |
| $5,000 Limit Hold'em                         | Tony Ma         | $236,000 | John Bonetti       |
| $1,000 Ladies' Seven Card Stud               | Susie Isaacs    | $42,000  | Nikki Harris       |

## Table Finale du Main Event
| Place | Nom            | Prix       |
| ----- | -------------- | ---------- |
| 1er   | Huck Seed      | $1,000,000 |
| 2e    | Bruce Van Horn | $585,000   |
| 3e    | John Bonetti   | $341,250   |
| 4e    | Men Nguyen     | $195,000   |
| 5e    | An Tran        | $128,700   |
| 6e    | Andre Boyer    | $97,500    |